# وزارة التعليم في الرايخ
)‏ كانت موجودة من عام 1934 حتى عام 1945 تحت قيادة برنهارد روست وكانت مسؤولة عن توحيد نظام التعليم في ألمانيا النازية وموائمتها مع أهداف القيادة النازية.

## المسؤولين
| 1 | برنهارد روست     | برنهارد روست (1883–1945)     | 1 June 1934   | 30 April 1945 | 10 سنوات و333 أيام | NSDAP | مجلس وزراء هتلر  | [ 1 ] |
| 2 | غوستاف أدولف شيل | غوستاف أدولف شيل (1907–1979) | 30 April 1945 | 2 May 1945    | 2 أيام             | NSDAP | مجلس وزراء غوبلز | –     |

رؤساء REM Amt für Wissenschaft (مكتب العلوم):
- 1934-1937 – ثيودور فاهلين
- 1937-1939 – أوتو فاكر
- من مايو 1939 – رودولف منتزل

## قائمة المراجع
- Hentschel ، كلاوس، المحرر و Ann M. Hentschel ، مساعد التحرير و فيزياء المترجم و الاشتراكية القومية: مختارات من المصادر الأولية (Birkhäuser ، 1996)